# Beauftragter der Bundesregierung für Fragen der Abrüstung und Rüstungskontrolle
Das Amt des Beauftragten der Bundesregierung für Fragen der Abrüstung und Rüstungskontrolle (häufig kurz Abrüstungsbeauftragter der Bundesregierung) wurde 1965 geschaffen und ist im Auswärtigen Amt angesiedelt.
Das Schaffung des Amts beruht auf einem Beschluss des Bundeskabinetts vom 14. Juli 1965. Es wurde durch Organisationserlass des Auswärtigen Amts vom 31. August 1965 mit Wirkung vom 16. August 1965 eingerichtet. Der Beauftragte wird vom Bundesminister des Auswärtigen nach Billigung durch das Bundeskabinett ernannt und leitet die Abteilung OR (Internationale Ordnung, Vereinte Nationen und Rüstungskontrolle) im Auswärtigen Amt.
Die Aufgaben des Amtes umfassen die Bemühungen um Abrüstung, Rüstungskontrolle und Nichtverbreitung von Massenvernichtungswaffen. Dabei strebt die Bundesregierung eine Zusammenarbeit vor allem innerhalb der Vereinten Nationen, der Europäischen Union, der NATO und über internationale Verträge an.
Der Amtssitz befindet sich im Auswärtigen Amt am Werderschen Markt.

## Amtsinhaber

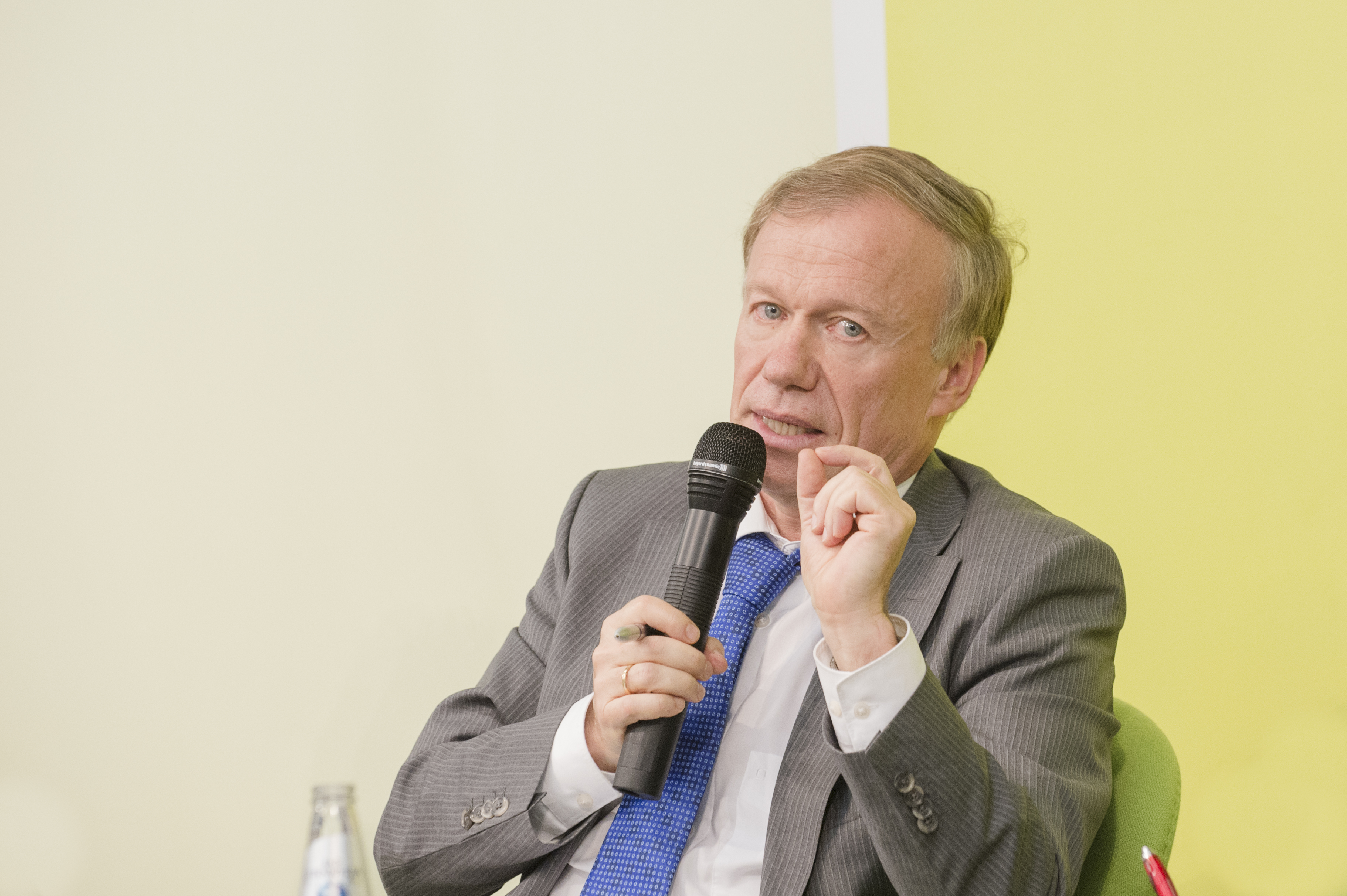
Rolf Nikel, 2013

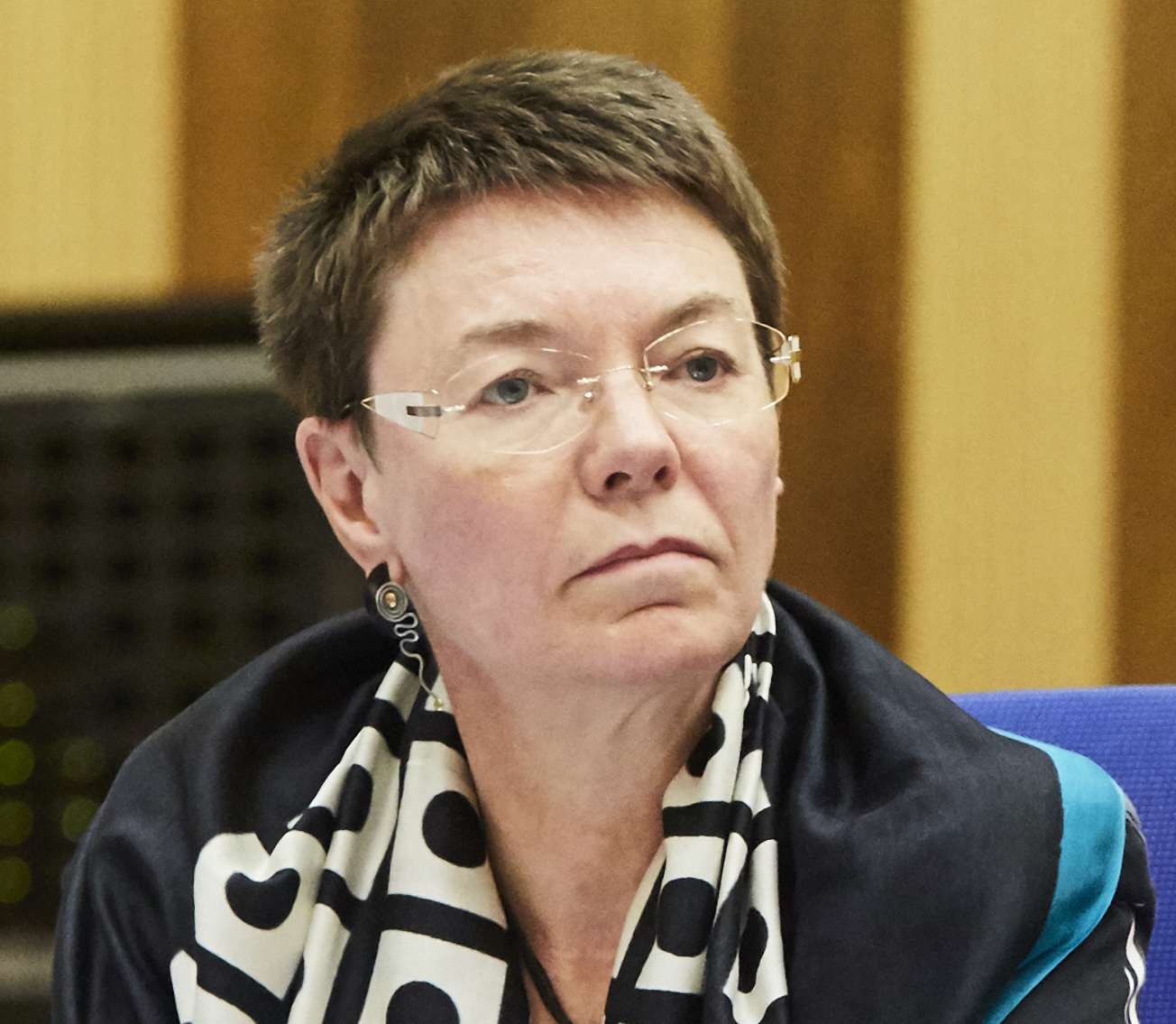
Patricia Flor, 2016

- 1965–1969: Swidbert Schnippenkötter
- 1969–1977: Hellmuth Roth
- 1977–1986: Friedrich Ruth
- 1987–1995: Josef Holik
- 1995–1999: Rüdiger Hartmann
- 1999–2001: Klaus Neubert
- 2001–2003: Hans-Joachim Daerr
- 2003–2005: Walter Jürgen Schmid
- 2005–2008: Friedrich Gröning
- 2008–2011: Peter Gottwald
- 2011–2014: Rolf Nikel
- 2014–2015: Antje Leendertse
- 2015–2018: Patricia Flor
- 2018–2021: Susanne Baumann
- 2022–2024: Günter Sautter
- seit 2024: Katharina Stasch